# Теніс на літніх Олімпійських іграх 1912
Змагання з тенісу на літніх Олімпійських іграх 1912 у Стокгольмі (Швеція) відбулися в Тенісному павільйоні Естермальмс. Відбулося два турніри (загалом 8 дисциплін): на закритих кортах з дерев'яним покриттям, що тривав з 5 до 12 травня, і на відкритих ґрунтових кортах, з 28 червня до 5 липня. Кожен з них складався з чотирьох розрядів: чоловічого одиночного і парного, жіночого одиночного, а також змішаного парного.

## Медальний залік

### Дисципліни

#### Просто неба
| Чоловіки. Одиночний турнір | Чарльз Вінслоу · Південно-Африканська Республіка | Гарольд Кітсон · Південно-Африканська Республіка | Оскар Кройцер · Німеччина                       |  |  |  |
| Чоловіки. Парний турнір    | ПАР (RSA) Гарольд Кітсон Чарльз Вінслоу          | Австрія (AUT) Фелікс Піпес Артур Цборціль        | Франція (FRA) Альбер Кане Едуар Мені де Маренґе |  |  |  |
|                            |                                                  |                                                  |                                                 |  |  |  |
| Жінки. Одиночний турнір    | Марґеріт Брокеді · Франція                       | Доротея Керінґ · Німеччина                       | Молла Б'юрстедт · Норвегія                      |  |  |  |
|                            |                                                  |                                                  |                                                 |  |  |  |
| Змішаний парний турнір     | Німеччина (GER) Доротея Керінґ Гайнріх Шомбурґк  | Швеція (SWE) Сіґрід Фік Ґуннар Сеттерваль        | Франція (FRA) Марґеріт Брокеді Альбер Кане      |  |  |  |

#### У приміщенні
| Чоловіки. Одиночний турнір | Андре Ґобер · Франція                          | Чарлз Діксон · Велика Британія                             | Ентоні Вілдінґ · Австралоазія                   |  |  |  |
| Чоловіки. Парний турнір    | Франція (FRA) Моріс Жермо Андре Ґобер          | Швеція (SWE) Карл Кемпе Ґуннар Сеттерваль                  | Велика Британія (GBR) Алфред Біміш Чарлз Діксон |  |  |  |
|                            |                                                |                                                            |                                                 |  |  |  |
| Жінки. Одиночний турнір    | Едіт Геннем · Велика Британія                  | Софі Кастенсхіольд · Данія                                 | Мейбел Партон · Велика Британія                 |  |  |  |
|                            |                                                |                                                            |                                                 |  |  |  |
| Змішаний парний турнір     | Велика Британія (GBR) Едіт Геннем Чарлз Діксон | Велика Британія (GBR) Гелен Айтчісон Герберт Ропер-Барретт | Швеція (SWE) Сіґрід Фік and Ґуннар Сеттерваль   |  |  |  |

### Таблиця медалей
| Місце               | Країна                | Золото | Срібло | Бронза | Загалом |
| ------------------- | --------------------- | ------ | ------ | ------ | ------- |
| 1                   | Франція (FRA)         | 3      | 0      | 2      | 5       |
| 2                   | Велика Британія (GBR) | 2      | 2      | 2      | 6       |
| 3                   | ПАР (RSA)             | 2      | 1      | 0      | 3       |
| 4                   | Німеччина (GER)       | 1      | 1      | 1      | 3       |
| 5                   | Швеція (SWE)          | 0      | 2      | 1      | 3       |
| 6                   | Австрія (AUT)         | 0      | 1      | 0      | 1       |
| 6                   | Данія (DEN)           | 0      | 1      | 0      | 1       |
| 8                   | Австралазія (ANZ)     | 0      | 0      | 1      | 1       |
| 8                   | Норвегія (NOR)        | 0      | 0      | 1      | 1       |
| Загалом (9 збірних) | Загалом (9 збірних)   | 8      | 8      | 8      | 24      |

## Країни-учасниці
У змаганнях взяли участь 82 тенісисти та тенісистки (69 чоловіків і 13 жінок) з 14-ти країн (чоловіки з 14-ти країн, жінки — з 6-ти):
- Австралазія (1 чоловік)
- Австрія (3 чоловіки)
- Богемія (8 чоловіків)
- Данія (9 чоловіків 1 жінка)
- Франція (5 чоловіків 1 жінка)
- Німеччина (6 чоловіків 1 жінка)
- Велика Британія (8 чоловіків 3 жінки)
- Угорщина (6 чоловіків)
- Нідерланди (1 чоловік)
- Норвегія (6 чоловіків 1 жінка)
- Росія (2 чоловіки)
- ПАР (3 чоловіки)
- Швеція (10 чоловіків 6 жінок)
- США (1 чоловік)